# SPINA-GD
La actividad total de las desyodasas periféricas (GD, también SPINA-GD o suma de actividades de la desyodasas) define la cantidad máxima de triyodotironina que puede formarse a partir de tiroxina en todo el organismo en condiciones de saturación de sustrato. Es un valor aproximado de la actividad de las 5'-desyodasas (desyodasas "step-up") fuera del sistema nervioso central (SNC).
GD es tanto un concepto teórico que se utiliza en las teorías fisiológicas sobre la función tiroidea como (en calidad de parámetro calculado) un biomarcador para el diagnóstico avanzado de trastornos tiroideos.

## Determinación
En sistemas de cultivo celular, la eficiencia de la desiodinización de puede determinar midiendo la producción de T3 o la liberación de yodo en condiciones de saturación del sustrato con T4. La actividad de desiodinización de todo el organismo puede evaluarse midiendo la producción de yodo radiactivo después de cargar el organismo con tiroxina marcada.
In vivo, SPINA-GD se mide con
{\displaystyle {\hat {G}}_{D}={{\beta _{31}(K_{M1}+[FT_{4}])(1+K_{30}[TBG])[FT_{3}]} \over {\alpha _{31}[FT_{4}]}}}
o
{\displaystyle {\hat {G}}_{D}={{\beta _{31}(K_{M1}+[FT_{4}])[TT_{3}]} \over {\alpha _{31}[FT_{4}]}}}
calculada a partir de las concentraciones séricas de tiroxina libre y triyodotironina libre o unida.
Los parámetros constantes de la ecuación son:
{\displaystyle \alpha _{31}}: Factor de dilución para T3 (recíproco de volumen aparente de distribución, 0,026 l−1)
{\displaystyle \beta _{31}}: Exponente de clearance para T3 (8e-6 sec−1), es decir, constante de velocidad de degradación.
KM1: Afinidad de desyodasa tipo 1 (5e-7 mol/l)
K30: Afinidad T3-TBG (2e9 l/mol)

## Intervalo de referencia
| Límite inferior | Límite superior | Unidad de medida |
| --------------- | --------------- | ---------------- |
| 20              | 40              | nmol/s           |

Las ecuaciones y sus parámetros han sido calibrados para humanos adultos con una masa corporal de 70 kg y un volumen plasmático de aproximadamente 2,5 litros.

## Significación clínica
SPINA-GD se correlaciona con el índice de masa corporal y el nivel de TSH en individuos sanos. Se reduce en caso de síndrome del enfermo eutiroideo (TACITUS) con hipodeiodinación. La SPINA-GD también se reduce en ciertas enfermedades crónicas como el síndrome de fatiga crónica. Del mismo modo, el síndrome de enfermedad eutiroidea puede ser el motivo de las variaciones de SPINA-GD en sujetos tratados con Inhibidor de puntos de control para Cáncer.
En pacientes politraumatizados graves, SPINA-GD predice la mortalidad. Esto se aplica incluso después de corregir otros factores de riesgo conocidos, como la edad, la puntuación APACHE II y la unión a proteínas plasmáticas de las hormonas tiroideas. Del mismo modo, en un amplio estudio basado en registros, la reducción de SPINA-GD predijo un mal pronóstico del síndrome de Takotsubo.
En los hombres con hipertiroidismo, tanto la SPINA-GT como la SPINA-GD se correlacionan negativamente con la función eréctil y la satisfacción sexual.
En determinadas enfermedades mentales, como la depresión endógena, el trastorno bipolar y las psicosis esquizofrénicas, SPINA-GD es menor que en sujetos de comparación sanos. Esta observación se ve corroborada por una correlación negativa entre SPINA-GD y los percentiles de depresión en la Hospital Anxiety and Depresssion Scale (HADS).
La SPINA-GD se reduce en individuos que desarrollan autoanticuerpos contra la selenoproteína B, una molécula de almacenamiento y transporte del selenio. El tratamiento sustitutivo con selenometionina aumenta el rendimiento de la desyodación escalonada en sujetos con enfermedad tiroidea autoinmune.
Posiblemente debido a una reacción de la retroalimentación TSH-T3, la SPINA-GD es elevada en el hipotiroidismo no tratado en comparación con los sujetos sanos, pero disminuye de nuevo con la terapia de sustitución con levotiroxina. Además, en un estudio de más de 300 pacientes tratados con levotiroxina, se observó que el rendimiento de la desyodación era un factor predictivo independiente de la dosis de sustitución.
En la tirotoxicosis latente, la capacidad de desiodinización es significativamente menor si se debe a una tirotoxicosis facticia que en el caso de un hipertiroidismo verdadero (es decir, debido a un aumento de la actividad de la peroxidasa tiroidea, por ejemplo en la enfermedad de Graves o en la autonomía). Por lo tanto, SPINA-GD es obviamente adecuado como biomarcador eficaz para el diagnóstico diferencial de la tirotoxicosis.
Los Interruptores endocrinos pueden tener un fuerte efecto sobre la actividad de la deiodinasa elevadora. Esto se ve apoyado, por ejemplo, por correlaciones positivas de SPINA-GD con concentraciones urinarias de cadmio y ftalatos y correlaciones negativas con concentraciones de mercurio y bisfenol A